# Arthur von Buxhoeveden

Wappen derer von Buxhoeveden

Peter Eugen Arthur von Buxhoeveden, auch Arthur Buxhoeveden (* 16. März 1882 in Murratz auf Ösel; † 27. Oktober 1964 in Karlsruhe) war ein deutsch-baltischer Baron, Oberst und Freiheitskämpfer in Estland.

## Herkunft und Familie
Das Adelsgeschlecht Buxhoeveden war eine alt eingesessene deutsch-baltische Familie, deren Ursprung bis auf das 14. Jahrhundert zurückgeht. Sein Vater war Otto Balthasar Baron von Buxhoeveden (1852 – 1919), Herr auf Murratz. Dieser war ein Enkel des Landmarschalls Peter Wilhelm von Buxhoeveden (1789–1841) Herr auf Kuiwast. Otto Balthasar war mit Julie von Möller (1860 – 1920) verheiratet.
Peter Eugen Arthur heiratete am 22. November 1911 in 1. Ehe Meta von Fircks (1886–1970) und am 16. September 1919 in 2. Ehe Kira von Scheidemann (1892–1969). Der einzige Sohn war Eugen Arthur Otto und stammte aus der 2. Ehe, er wurde am 24. Juli 1920 in Reval geboren und starb am 23. Mai 1988.

## Werdegang
Seine militärische Laufbahn begann 1904 als Student an der Russischen Kavallerie-Junkerschule in Twer, 1907 wurde er zum Unteroffizier befördert. 1908 diente er als Kornett im 2. Kurländischen Leib-Ulanen-Regiment des Zaren Alexander III., welches in Mitau stationiert war. Danach wechselte er 1911 in das 16. Irkutsk Husaren Regiment in Riga und wurde 1916 Stabsrittmeister. Es folgte 1917 die Beförderung zum Rittmeister. Während des Ersten Weltkrieges war von Buxhoeveden im Kampf gegen Deutschland und Österreich-Ungarn eingesetzt gewesen. In Anerkennung seiner militärischen Dienste und für Tapferkeit wurde er 1917 mehrere Male mit hohen russischen Orden und Ehrenzeichen ausgezeichnet. Bis zum November 1918 nun zum Kapitän befördert, diente er im estnischen Schutzkorps in Arensburg.

## Unabhängigkeit Estlands
Im Estnischen Freiheitskrieg von 1918 – 1920 erlangten die Esten ihre Unabhängigkeit. Sowjetrussland hatte im Friedensvertrag von Brest-Litowsk auf Estland verzichtet und am 2. Februar 1920 die Unabhängigkeit Estlands im Frieden von Dorpat  „auf alle Zeiten“ anerkannt. Die Republik Estland nahm in Europa offizielle Beziehungen auf und festigte seine völkerrechtliche Stellung. Als Folge des deutsch-russischen Abkommens im Jahre 1939 schloss das NS-Reich mit Estland einen Nichtangriffspakt. 
Im Dezember 1918 wurde Arthur Buxhoeveden in die Reserve der Tallinner Offiziere eingegliedert, er diente als Kommandeur der estnischen Reserve-Kavallerie-Division in Reval und Chef der Unteroffizierschulen des Schutzkorps. Am 25. Januar 1920 wurde er zum Oberstleutnant befördert, 1921 wurde er Inspekteur der Kavallerie und ständiges Mitglied des Ausbildungskomitees für das Heer. Es folgte am 1. Januar 1923 die Ernennung zum ältesten Stabsoffizier zur besonderen Verfügung beim estnischen Kriegsministeriums. 1923 wurde er Chef der Erziehungskurse für Kavallerie-Offiziere. Am 24. Februar 1924 wurde er zum Oberst befördert. 1925 wurde er als Manöverbeobachter nach Polen entsandt und im November 1927 nach Deutschland kommandiert. In Deutschland lernte er die Pferdezucht kennen.

## Pferdezüchter und Privatmann
Am 1. Dezember 1928 erfolgte die krankheitsbedingte Entlassung aus dem Militärdienst. Er zog sich auf seinen Geburtsort zurück und widmete sich als Gutsherr von Murratz von 1929 – 1939 der Pferdezucht. Er war ein Aktivposten im Estnischen Bund der Freiheitskämpfer. Ab 1939 war er Landwirt und Pferdezüchter und im Winter 1941 verließ er zwangsweise mit seiner Frau Kira Estland. Im Reichsgau Wartheland, in das er im Rahmen der NS-Politik angesiedelt wurde, baute er sich eine neue Pferdezucht auf. 1945 erfolgte die Flucht und Vertreibung der deutschen Bevölkerung aus Warthegau, wobei er mit seinen eigenen Pferden in einem Treck in das Rheinland übersiedelte. Er lebte zunächst im niederrheinischen Kaldenkirchen und seit 1959 in Karlsruhe. Er war Vorstandsmitglied der Baltischen Gesellschaft in Deutschland.

## Auszeichnungen

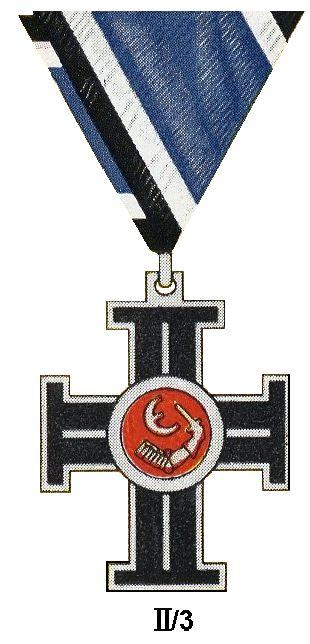
Estnisches Freiheitskreuz

- 1917 Russischer Orden des Heiligen Georg
- Orden des Heiligen Wladimir mit Schwertern
- Russischer Orden der Heiligen Anna mit Schwertern,
- 1920 Lettischer Lāčplēsis-Orden
- 1928 Estnische Freiheitskreuz

## Umbestattung von Arthur Buxhoeveden und seiner Ehefrau Kira

A. v. Buxhoevdens Grab auf dem Friedhof der Streitkräfte in Tallinn 2017

Mit einer feierlichen Umbettung von Karlsruhe nach Estland erhielt Oberst Arthus Buxhoeveden im Jahre 2014 einen ehrenvollen Ruheplatz auf dem Friedhof der estländischen Streitkräfte.

„Der estnische Verteidigungsminister Sven Mikser führte in seiner Rede aus, dass Oberst Arthur von Buxhoeveden zu den Deutschbalten gehörte, die während des Freiheitskrieges (1918-1920) für einen unabhängigen estnischen Staat und ein freies Estland kämpften. "Er war einer der wenigen deutschbaltischen Offiziere, die nicht dem von den Deutschbalten gebildeten Baltischen Bataillon beitraten, sondern den Dienst in den Truppen der Esten vorzogen", so Mikser. "Der Freiheitskrieg war nicht nur der Krieg der Esten, sondern aller hier ansässigen Völker - Deutschen und Russen - und auch unsere Verbündeten; auch Finnen, Briten, Dänen kämpften für ein unabhängiges und demokratisches Estland. Das Gedenken an Oberst Buxhoeveden hilft uns dies in den Erinnerungen wach zu halten", fügte der estnische Verteidigungsminister hinzu“